# Rio Ezăreni
O Rio Ezăreni é um rio da Romênia, afluente do Nicolina, localizado no distrito de Iaşi.